# Битва при Басіані
Битва при Басіані — битва між військами Грузинського царства і Румського султанату, яка відбулась на початку XIII століття в долині Басіані (нині частина Туреччини), приблизно за 60 км на північний схід від міста Ерзурум.

## Передумови
Наприкінці 12 століття султанат Рум занурився в хаос через туркменські набіги, хрестові походи та запеклу боротьбу за владу між нащадками Килич-Арслана II (1156-1192). У 1197 році Рукн ад-Дін Сулейман-шах, п'ятий син Килич-Арслана II, захопив Конью і змусив свого брата Кей-Хосрова I залишити країну і виїхати у вигнання до Константинополя. Рукн ад-Дін розпочав політику експансії, кинувши виклик Візантії, Кілікії та Грузинському царству, об'єднавши під своєю владою більшу частину Анатолії.
Розквіт Грузинського царства за царя Давида IV Будівничого продовжився за правління цариці Тамари, якій вдалося розгромити велику мусульманську коаліцію в битві при Шамхорі в 1195 році.
Султан Рукн ад-Дін Сулейман-шах, стурбований успіхом Грузії, об'єднав мусульманські анатолійські бейлики проти Грузії. Інтереси Грузії та Румського султанату зіткнулися на південному узбережжі Чорного моря, де обидві держави прагнули скористатися слабкістю Візантії та встановити власне панування.
Султан готувався до війни, щоб ослабити і завоювати християнську Грузію. Приблизно між 1201 і 1203 роками Рукн ад-Дін із загонами під командуванням свого брата Мугісуддіна Тогрул-шаха з Ельбістану, Менгуджекіда Бахрам-шаха з Ерзінджану, можливо, за підтримки Артукідів, а також місцевих туркменських воїнів, захопив Ерзурум і замінив васала Грузії на свого брата Мугісуддіна Тогрул-шаха.
Посланець Рукн ад-Діна доставив листи до Тамари, вимагаючи здатися і погрожуючи винищенням непокірних християн. Стверджуючи, що «кожна жінка простодушна... ти... простодушна цариця... вбивця і збирач податків з мусульман». Перша відповідь Тамар була ввічливою: «Ти покладаєшся на золото і численних воїнів, а я... на силу Божу».
Посол також передав усну післямову: Рукн ад-Дін зробить Тамару своєю дружиною, якщо вона прийме іслам, в іншому випадку він зробить її своєю наложницею. Амірспасалар Закарія II Мхаргрдзелі (Закаре Закарян) вдарив посла і сказав йому: «Якби ти не був послом, було б правильно спочатку відрізати тобі язик, а потім відрубати голову», і вказав на очікування грузинами Божого суду Рукн ад-Діна.

## Битва
Грузинська армія, що налічувала 65 000-90 000 воїнів, підготувалась до бою протягом десяти днів, і вийшла на поле бою під командуванням Давида Сослана. До його складу входили Закарія та Іване Мгаргрдзелі, Шалва та Іване Ахалцхелі та інші відомі полководці. «Історія цариці Тамари» описує, як військо зібралося у Вардзії перед тим, як вирушити на битву, і як Тамара звернулася до війська з балкона церкви. Як свідчить хроніка Тамари, «сама Тамара йшла на чолі свого війська, боса, з обличчям, вмитим сльозами».
Рукн ад-Дін зібрав свої війська: згідно з мусульманськими джерелами, у нього було 400 000 війська. Точна кількість варіюється від 150 000 до 400 000 воїнів.
Скликавши своїх союзників, величезна армія Рукн ад-Діна рушила до кордонів Грузії і отаборилася біля долини Басіані. Грузинська армія була розгорнута стратегічно, із західними (абхазько-імеретинськими) та східними (картлі-гереті-кахетинськими) частинами по боках і значним угрупуванням в центрі, що складалося з 40 000 воїнів під командуванням Шалви та Іване Ахалціхелі, а авангардом командував Закарія II Мхаргрдзелі. Вночі грузинські війська вперше здійснили несподівану атаку своєю передовою групою і викликали розгубленістьсеред ворожих військ. Султану вдалося зібрати свої сили і контратакувати, але його армія була зненацька атакована скоординованими фланговими ударами, які розгромили його війська.
Війська Рукн ад-Діна боролися настільки завзято, що грузинські вершники були змушені битися пішки і зазнавали поразки, поки інші грузинські полки на чолі з Давидом Сосланом не вдарили з флангу і не оточили турків. Історик Ібн Бібі вважав, що кінь прапороносця Рукн ад-Діна, який послизнувся і впав, став причиною чуток про смерть Рукн ад-Діна і деморалізував його військо.

## Наслідки
Битва при Басіані призвела до великих втрат з обох сторін. Рукн ад-Дін був змушений відступити назад до Ерзурума, а грузини захопили бойові знамена. Багато султанських союзників потрапили в полон до грузинів, зокрема і ерзінджанський емір.
В «Історичному збірнику» вірменський історик Вардан Аревелці хвалиться, що Давид «наповнив Грузію полоном і грабунками турків». У гніві за напад на колишнього васала цариця Тамар наказала продати ерзінджанського еміра Бахрам-шаха в рабство за ціну однієї залізної підкови.
Результати битви показала, що Тамара мала абсолютну владу на Кавказі, в Анатолії, Вірменському нагір'ї, Ширвані та на узбережжі Чорного моря. Перемога при Басіані дозволила Грузії убезпечити свої позиції на південному заході і стримати натиск сельджуків. Невдовзі після вторгнення Грузинського царства в Трапезунд і утворення Трапезундської імперії, Тамара передала владу Алексіосу I Великому Комніну, чоловікові своєї сестри. Таким чином, Грузинське царство створило буферну зону між турецькими державами та власними землями.